# 가상 경제
가상 경제란 일반적으로 온라인 게임에서의 가상 상품을 거래하는, 즉 가상 세계에 존재하는 경제 체제이다. 세계은행 산하 프로그램인 infoDev는 보고서 '가상경제의 기술지도(Knowledge map of Virtual Economy)'를 통해 가상경제 시스템이 확대되고 있으며 그 중심에는 가상재화(Virtual Goods)가 놓여 있다고 주장하였다.
infoDev 등이 주장한 가상재화란, 온라인 게임 또는 커뮤니티같이 비물리적인 세계에서 거래되는 재화 또는 제품을 뜻한다. 이러한 가상재화는 물질적인 실체가 없으며, 본질적 가치가 없는 대신 사용자 개개인의 지불 의사(Willingness to pay)에 따라 가치가 결정된다.

## 스마트 혁명 시대, 가상재화의 확장
초기에는 주로 게임과 미니 홈피 아이템으로 인식되던 가상재화가 스마트폰과 브로드밴드의 결합으로 스마트 혁명이 본격화되면서 그 개념이 더욱 확장되게 되었다. 즉, 유선인터넷을 통해 주로 PC에서 즐기던 가상재화가 앱 마켓(App Market)으로 편입되면서 급속히 팽창하게 된 것이다. 뿐만 아니라 게임, 비디오, 음악, 출판 등 거의 모든 종류의 디지털 콘텐츠 역시 '앱 내 구매(In-App-Purchase)'의 방식을 통해 가상재화 시장으로 흡수되고 있다.
그 결과, 스마트 혁명 시대에 맞게 재정의된 가상재화의 성격은 다음과 같다.
1. 무형의 디지털로 존재하고
2. 네트워크를 통해 유통되며
3. 스마트 단말에서 소비되는 재화를 의미한다.

## 가상재화와제3차 산업혁명
가상재화 시장은 1차적으로는 콘텐츠 시장 중심으로 논의되면서 다루어져 왔다. 그러나 향후 실제 가상재화 시장은 이를 넘어서서 제조 및 서비스 시장까지 그 범위가 확대될 것이다. 콘텐츠 시장을 넘어서는 가상재화의 확대는 이미 제조업 분야에서 일부 현실화되고 있다.
영국의 주간지 <이코노미스트>는 제3차 산업혁명 을 다루었으며, 미국의 <Wired> 잡지의 전 편집장인 크리스 앤더슨(Chris Anderson) 영문 은 이러한 변화를 최근작 <메이커스>에서 'Maker Space'의 출현으로 설명하고 있다
즉 글로벌로 연결된 네트워크와 어디서나 가능해진 컴퓨팅 파워가 3D 프린터나 세계 각지의 공장과 연결되면 거대한 '제조 공간'이 형성된다는 것이다.

## 같이 보기
- 암호화폐
- 디지털 통화
- 전자화폐
- 가상 현실
- 가상 세계
- 가상화폐

## 관련 서적
- Anderson, Chris(2012), Makers: The New Industrial Revolution. Crown Business. ISBN 978-0307720955
- 크리스 앤더슨(2013), 메이커스 새로운 수요를 만드는 사람들. 알에이치코리아. ISBN 978-8925550619
- Rifkin, Jeremy(2011), The Third Industrial Revolution: How Lateral Power Is Transforming Energy, the Economy, and the World. Palgrave Macmillan. ISBN 978-0230115217
- 제레미 리프킨(2012), 3차 산업혁명: 수평적 권력은 에너지 경제 그리고 세계를 어떻게 바꾸는가. 민음사. ISBN 9788937484667